# Jorge de Brunswick-Luneburgo

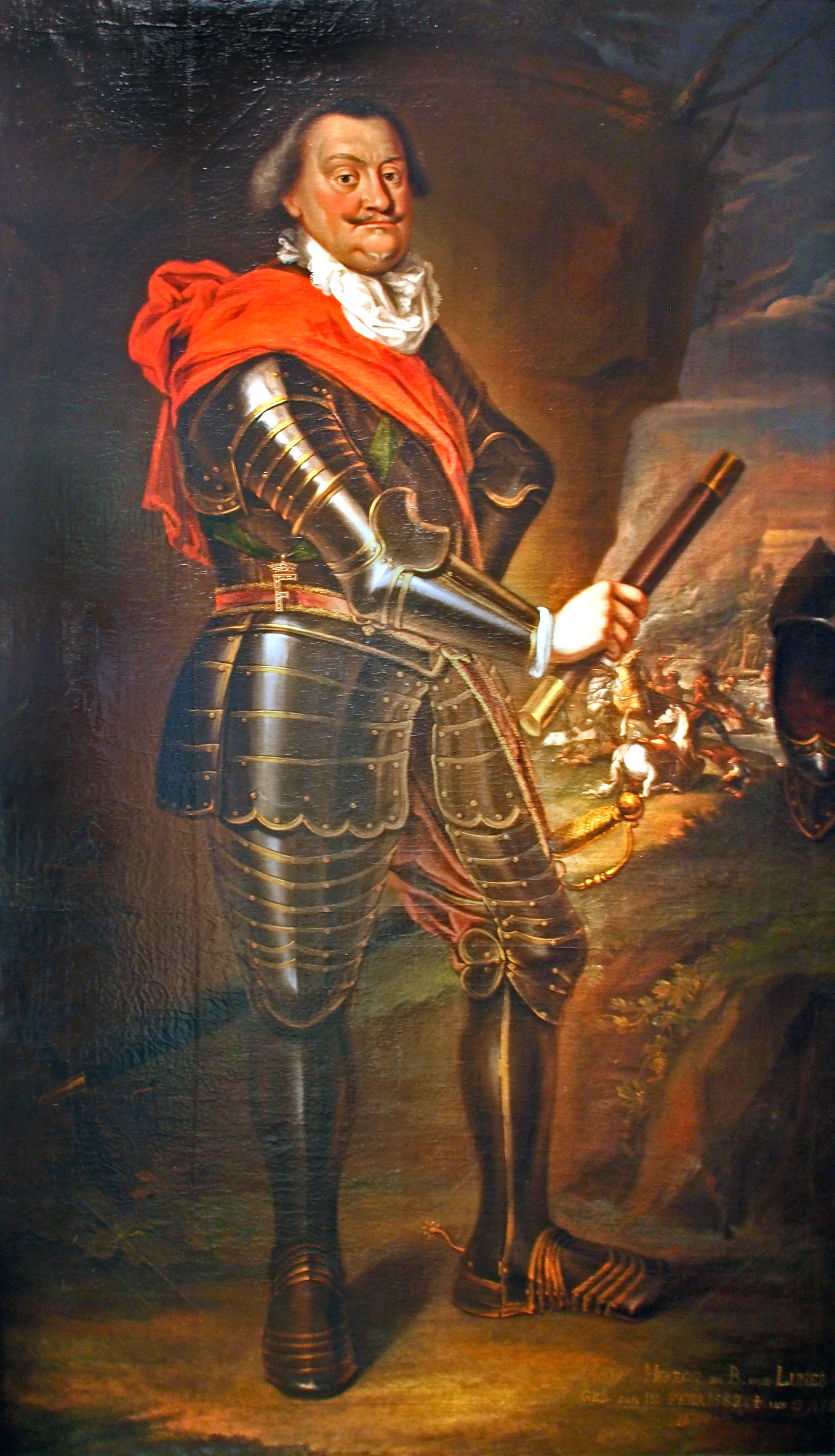
Jorge de Brunswick-Luneburgo

Jorge de Brunswick-Luneburgo (Celle, 17 de noviembre de 1582-Hildesheim, 2 de abril de 1641) gobernó como Príncipe de Calenberg a partir de 1635.
Era hijo de Guillermo de Brunswick-Luneburgo (1535-1592) y de Dorotea de Dinamarca. Su madre era hija de Cristián III de Dinamarca y de Dorotea de Sajonia-Lauenburgo y actuó como regente durante los primeros años de su reinado, manteniendo el poder de los concejales que habían administrado mal los bienes durante los ataques de locura de su padre.
En 1635 hubo un nuevo reparto de los territorios de la Casa de Welf después de la muerte de Federico Ulrico de Brunswick-Wolfenbüttel, y recibió el Principado de Calenberg, que incluía el antiguo Principado de Gotinga desde 1495, mientras que su hermano mayor, Augusto, conservó el Principado de Luneburgo. Jorge fue el primer duque en trasladar su residencia a Hannover, donde se sentaron las bases para el Leineschloss. 
Murió el 2 de abril de 1641 a la edad de 59 años en Hildesheim. Fue enterrado en la cripta real en la Iglesia de Santa María de Celle.
Al morir, fue sucedido por su hijo Cristián Luis.

## Matrimonio y descendencia
Jorge se casó en 1617 con la landgravina Ana Leonor de Hesse-Darmstadt, hija del landgrave Luis V de Hesse-Darmstadt y de Magdalena de Brandeburgo, y tuvieron los siguientes hijos conocidosː
1. Magdalena (n y m 9 de agosto de 1618)
2. Cristián Luis (1622-1665), príncipe de Calenberg 1641-1648, Príncipe de Luneburgo 1648-1665
3. Jorge Guillermo (1624-1705), príncipe de Calenberg 1648-1665, Príncipe de Luneburgo 1665-1705
4. Juan Federico (1625-1679), príncipe de Calenberg 1665-1679
5. Sofía Amelia (1628-1685), se casó con el rey Federico III de Dinamarca
6. Dorotea Magdalena (1629-17 de noviembre de 1630)
7. Ernesto Augusto (1629-1698), príncipe de Calenberg 1679-1698, padre del rey Jorge I de Gran Bretaña
8. Ana María Leonor (20 de noviembre de 1630 a 13 de noviembre de 1636)

## Ancestros
| Jorge, Duque de Brunswick-Lüneburgo | Padre: Duque Guillermo de Brunswick-Luneburgo            | Abuelo paterno: Duque Ernesto I de Brunswick-Luneburgo  | Bisabuelo paterno: Duque Enrique el Mediano de Brunswick-Luneburgo |
| Jorge, Duque de Brunswick-Lüneburgo | Padre: Duque Guillermo de Brunswick-Luneburgo            | Abuelo paterno: Duque Ernesto I de Brunswick-Luneburgo  | Bisabuela paterna: Duquesa Margarita de Sajonia                    |
| Jorge, Duque de Brunswick-Lüneburgo | Padre: Duque Guillermo de Brunswick-Luneburgo            | Abuela paterna: Princesa Sofia de Mecklemburgo-Schwerin | Bisabuelo paterno: Duque Enrique V de Mecklemburgo-Schwerin        |
| Jorge, Duque de Brunswick-Lüneburgo | Padre: Duque Guillermo de Brunswick-Luneburgo            | Abuela paterna: Princesa Sofia de Mecklemburgo-Schwerin | Bisabuela paterna : Duquesa Úrsula de Brandeburgo                  |
| Jorge, Duque de Brunswick-Lüneburgo | Madre: Princesa Dorothea de Dinamarca Brunswick-LüDoroth | Abuelo materno: Rey Cristian III de Dinamarca           | Bisabuelo materno: Rey Federico I de Dinamarca                     |
| Jorge, Duque de Brunswick-Lüneburgo | Madre: Princesa Dorothea de Dinamarca Brunswick-LüDoroth | Abuelo materno: Rey Cristian III de Dinamarca           | Bisabuela materna: Princesa Anna de Brandeburgo                    |
| Jorge, Duque de Brunswick-Lüneburgo | Madre: Princesa Dorothea de Dinamarca Brunswick-LüDoroth | Abuela materna: Duquesa Dorotea de Sajonia-Lauenburgo   | Bisabuelo materno: Duque Magnus I de Sajonia-Lauenburgo            |
| Jorge, Duque de Brunswick-Lüneburgo | Madre: Princesa Dorothea de Dinamarca Brunswick-LüDoroth | Abuela materna: Duquesa Dorotea de Sajonia-Lauenburgo   | Bisabuela materna: Duquesa Catalina de Brunswick-Wolfenbüttel      |